# Шанут (Канзас)
Шанут (енгл. Chanute) град је у америчкој савезној држави Канзас.

## Демографија
По попису из 2010. године број становника је 9.119, што је 292 (-3,1%) становника мање него 2000. године.
| Група             | 2000.         | 2010.         |
| Белци             | 8.584 (91,2%) | 8.126 (89,1%) |
| Афроамериканци    | 134 (1,4%)    | 177 (1,9%)    |
| Азијати           | 44 (0,5%)     | 69 (0,8%)     |
| Хиспаноамериканци | 366 (3,9%)    | 496 (5,4%)    |
| Укупно            | 9.411         | 9.119         |